# Kościół Matki Bożej Królowej Polski w Karnicach
Kościół Matki Bożej Królowej Polski w Karnicach – katolicki kościół filialny zlokalizowany we wsi Karnice w gminie Radowo Małe, w powiecie łobeskim (województwo zachodniopomorskie). Należy do parafii Najświętszego Serca Jezusowego w Łobzie.

## Historia i architektura
Utrzymany w stylu neogotyckim kościół został postawiony na miejscu wcześniej istniejącej, XV-wiecznej świątyni. Sytuowany na planie prostokąta, wymurowany został z czerwonej cegły. Jest budowlą bezwieżową. Nawa wsparta jest przyporami i nakryta dachem dwuspadowym. W elewacji frontowej osadzona jest dzwonnica. Od strony wschodniej kościół zakończony jest pięcioboczną absydą, nakrytą sklepieniem żebrowym.
Otwory okienne okienne oraz główny portal wejściowy zamknięte są łukami ostrymi, portal w ścianie bocznej ma formę pełnołukową. Wnętrze kościoła nakryte jest drewnianym, podwyższanym stropem. Zachowała się XIX-wieczna empora chórowa z prospektem organowym.
Po II wojnie światowej kościół został konsekrowany jako świątynia katolicka w dniu 16 czerwca 1946 roku przez ks. Antoniego Rojko.